# كارستن هنريك برون
كارستن هنريك برون هو شخصية أعمال نرويجي، ولد في 1828، وتوفي في 1907.